# Sareena
Sareena es un personaje ficticio perteneciente a la serie de videojuegos de lucha Mortal Kombat. Su primera aparición fue en el videojuego Mortal Kombat Mythologies: Sub-Zero.

## Biografía ficticia
Durante los acontecimientos de Mortal Kombat Mythologies: Sub-Zero, el videojuego protagonizado por Sub-Zero, Sareena aparece inicialmente como una asesina demonio al servicio de Quan Chi. Ella sirve a Quan Chi ya que él le proporcionó la magia necesaria para permanecer hermosa en la forma de una mujer, sin la magia de Quan Chi, Sareena volvería a su aspecto original de demonio espantoso.
Cuando Sub-Zero se enfrenta a Quan Chi en el Infierno, Sareena defiende a su maestro y combate contra Sub-Zero, perdiendo el combate. Sareena cree que Sub-Zero la matará tras derrotarla, pero él no tiene necesidad de hacerlo, así que le perdona la vida y enfrenta a Quan Chi. Cuando Sub-Zero finalmente puede combatir contra Quan Chi, Sareena traiciona a Quan Chi y ayuda a Sub-Zero, con la esperanza de que él pueda ayudarla a escapar del Infierno a la Tierra, donde puede encontrar una forma de conservar su forma humana sin la necesidad de Quan Chi. Entonces ambos vencen a Quan Chi y regresan a la Tierra.
Una vez que Sareena llegó a la Tierra, encontró la manera de permanecer en su forma humana. Sub-Zero le ofreció asilo en el templo de los Lin Kuei y ella aceptó. Durante unos años, Sareena vivió como una Lin Kuei, ganándose su respeto y aprobación, defendiendo el templo de amenazas exteriores.
Antes de los acontecimientos de Mortal Kombat: Armageddon, Sub-Zero le pidió a Sareena que guardara un objeto místico mientras él realizaba una misión en el Infierno. Pero Sareena siguió en secreto a Sub-Zero, ya que no quería que él saliera lastimado, y tenía razón, Sub-Zero fue emboscado por Noob Saibot y Smoke, así que Sareena salió y peleó junto con Sub-Zero. Lograron derrotar a los espectros, que escaparon, dejando inconsciente a Sub-Zero de un fuerte golpe. La intensa batalla y las energías oscuras del Infierno hicieron que Sareena perdiera su forma humana y se convirtiera en el demonio que es realmente. Cuando Sub-Zero despertó, la vio y la confundió con demonio del Infierno, para evitar pelear con él, Sareena huyó a las profundidades del Infierno, donde fue interceptada por Quan Chi, Noob Saibot y Smoke. Quan Chi sabía que Sareena se había aliado con Sub-Zero, así que la regresó a su forma humana y la convenció de decirle donde estaba el templo Lin Kuei, Sareena cambió radicalmente su pensamiento, rompió su juramento con los Lin Kuei y Sub-Zero, y reveló la información a Quan Chi, convirtiéndose nuevamente en una asesina a su servicio.
Por motivos sin explicación en los juegos, durante Mortal Kombat X, Sareena aparece nuevamente en contra de Quan Chi, y ayudando a las Fuerzas Especiales a capturarlo. Ella ayuda a Jax Briggs y Kenshi a encontrar el escondite de Quan Chi, y además les revela que él no está en todo su poder sin Shinnok. Sareena combate contra Kitana retornada, pero pierde el combate, y cuando Quan Chi logra escapar con todos los retornados, Sareena se queda con las Fuerzas Especiales, atendiendo a los heridos.

## Apariciones en los juegos

### Mortal Kombat: Tournament Edition
El primer juego en el que Sareena es un personaje jugable.

#### Estilos
- Tae Kwon Do
- Yuan Yang

### Mortal Kombat: Armageddon

#### Estilos
- Ba Shan Fan

#### Final
Blaze se había disipado, pero su poder fluyó hacia Sareena. Estaba inconsciente hasta que Sub-Zero la revivió. Examinando sus manos, ella se dio cuenta de que tenía poderes de congelamiento. Sareena enfrentó a su antiguo maestro, Quan Chi, y lo congeló. Ella y Sub-Zero escondieron al hechicero en el templo del Lin Kuei, donde permanecerá suspendido en un bloque de hielo para siempre.

## Apariciones de Sareena
- Mortal Kombat Mythologies: Sub-Zero
- Mortal Kombat: Tournament Edition
- Mortal Kombat: Armageddon
- Mortal Kombat X
- Mortal Kombat 1